# Dead in the Dirt
Dead in the Dirt ist eine US-amerikanische Grindcore-Band aus Atlanta, Georgia, die im Jahr 2008 gegründet wurde.

## Geschichte
Die Band wurde im Dezember 2008 vom Gitarristen und Sänger Blake Connally gegründet, der zudem auch die Texte für alle Lieder schrieb. Kurze Zeit später kamen der Schlagzeuger Hank Pratt und der Bassist und Sänger Bo Orr zur Besetzung. Letzterer gestaltete auch die Cover von allen folgenden Veröffentlichungen. Im Jahr 2010 erschien die EP Vold, der 2011, nach einer Vertragsunterzeichnung bei Southern Lord, die nächste EP Fear folgte. Im Jahr 2013 erschien das Debütalbum The Blind Hole. Das Album wurde im Bricktop Recording Studio unter der Leitung von Andy Nelson in Chicago produziert und von Brad Boatright gemastert.

## Stil
Auf der EP Vold spiele die Band laut Fred Thomas von Allmusic schnellen Grindcore, mit leichten Einflüssen aus dem Black Metal. Laut Bandbiografie auf southernlord.com sei die Band durch Gruppen wie His Hero Is Gone, Left for Dead, Infest und Dropdead beeinflusst worden. Christian Kruse vom Metal Hammer hörte auf The Blind Hole Einflüsse aus Noise und D-Beat heraus. Zudem seien Blastbeats charakteristisch. Im Vergleich zu ihren Labelkollegen Centuries klinge die Musik durch die höhere Geschwindigkeit der Lieder bedeutend extremer. Die Musik sei vergleichbar mit der von Discharge, Terrorizer oder Hierophant vergleichbar.

## Diskografie
- 2010: Vold (EP, Eigenveröffentlichung)
- 2011: Fear (EP, Southern Lord)
- 2013: The Blind Hole (Album, Southern Lord)